# Новые Карьявды (Чекмагушевский район)
Новые Карьявды (баш. Яңы Ҡаръяуҙы) — село в Чекмагушевском районе Республики Башкортостан Российской Федерации. Входит в состав Новобалтачевского сельсовета.

## Топоним
Деревень под названием Карьявды на кыр-еланской вотчине было несколько; две из них ныне в Чекмагушевском районе: Верхние Карьявды и Новые Карьявды. Названия — от антропонима. Имен Карьяу, Карьявды было немало. 

## География
Стоит на реке Ундертош.

### Географическое положение
Расстояние до:
- районного центра (Чекмагуш): 26 км,
- ближайшей ж/д станции (Буздяк): 71 км.

## История
Возникла как деревня в конце XIX — начале XX веков. В 1920 году она состояла из 57 дворов башкир с 259 жителями.

## Население
| 2002 | 2009 | 2010 |
| ---- | ---- | ---- |
| 297  | ↗301 | ↘276 |

### Национальный состав
Согласно переписи 2002 года, преобладающие национальности — башкиры (58 %), татары (40 %).

## Инфраструктура
Школа, сельский клуб.
Личное подсобное хозяйство с зоной сельскохозяйственного использования, индивидуальная застройка усадебного типа.